# Lantarón
Lantarón (baskisch Lantaron) ist eine Gemeinde (municipio) mit 926 Einwohnern (Stand: 2024) in der spanischen Provinz Álava in der autonomen Region Baskenland. Die Gemeinde wurde erst im Jahr 1978 aus folgenden zwölf Dörfern gebildet: Alcedo, Bergüenda, Caicedo de Yuso, Comunión, Fontecha, Leciñana del Camino, Molinilla, Puentelarrá, Salcedo, Sobrón, Turiso, Zubillaga. Hauptort ist Comunión.

## Lage
Lantarón liegt im Südwesten der Provinz Álava zwischen den Flüssen Ebro im Westen und Bayas im Osten in einer Höhe von etwa 400 bis 500 Metern ü. d. M. Die Provinzhauptstadt Vitoria-Gasteiz ist etwa 45 Fahrtkilometer in nordöstlicher Richtung entfernt. Die nächstgrößere Stadt, Miranda de Ebro, liegt knapp acht Kilometer entfernt in der Provinz Burgos.

## Politik
| Partei  | 2015      | 2015  | 2011      | 2011  |
| Partei  | Stimmen % | Sitze | Stimmen % | Sitze |
| EAJ-PNV | *         | *     | 33,20 %   | 3     |
| Bildu   | *         | *     | 14,73 %   | 1     |
| PP      | *         | *     | 28,88 %   | 3     |

Quelle: Spanisches Innenministerium

## Bevölkerungsentwicklung
| Jahr      | 1990 | 2000 | 2010 |
| Einwohner | 832  | 964  | 909  |

Die einzelnen Dörfer des Municipio von Lantarón haben um die 50 bis 150 Einwohner.

## Wirtschaft
Die Dörfer und Weiler der Gemeinde waren und sind in hohem Maße von der Landwirtschaft geprägt; angebaut werden vorwiegend Getreide, aber auch Gemüsepflanzen aller Art. Im Ortsteil Zubillaga am Río Ebro befinden sich ein Chemiewerk (General Quimica S.A.) und ein Industriegebiet (Poligono Industrial de Lantarón). In den Sommermonaten spielt auch der Tourismus (Vermietung von Ferienwohnungen) eine wichtige Rolle im Wirtschaftsleben der Gemeinde.

## Geschichte
Es gab höchstwahrscheinlich niemals eine Ortschaft mit Namen Lantarón, aber in der Zeit um 900 existierte kurzzeitig eine Grafschaft (condado) gleichen Namens, deren berühmtester Graf (conde) Gonzalo Téllez war. Die noch erhaltenen Wohntürme zweier Burgen im Ortsteil Fontecha haben mit der Grafenburg nichts zu tun, sie stammen aus dem Spätmittelalter (15. Jahrhundert) und können weder einem Adelsgeschlecht noch einer Grundherrschaft (señorio) zugeordnet werden.

## Sehenswürdigkeiten
Alcedo
- Die Kirche San Martín ist ein romanischer Bau aus der Zeit um 1200 mit einer in der Renaissance angebauten Kapelle. Hinter einer zweibogigen Südvorhalle (portico) verbirgt sich ein romanisches Portal. Ein romanisches Fenster verdient ebenfalls Beachtung.
- Die Einsiedlerkirche (Ermita de Santiago) stammt aus dem 16. Jahrhundert und liegt etwas außerhalb des Ortes.

Bergüenda (Bergonda)
- Eine sogenannte ‚Römerbrücke‘ (puente romano) überquert den Río Omecillo. Aufgrund ihrer weitgespannten und im Scheitel angespitzten Bögen ist sie jedoch eher dem Mittelalter zuzurechnen.

Fontecha (Fontetxa)

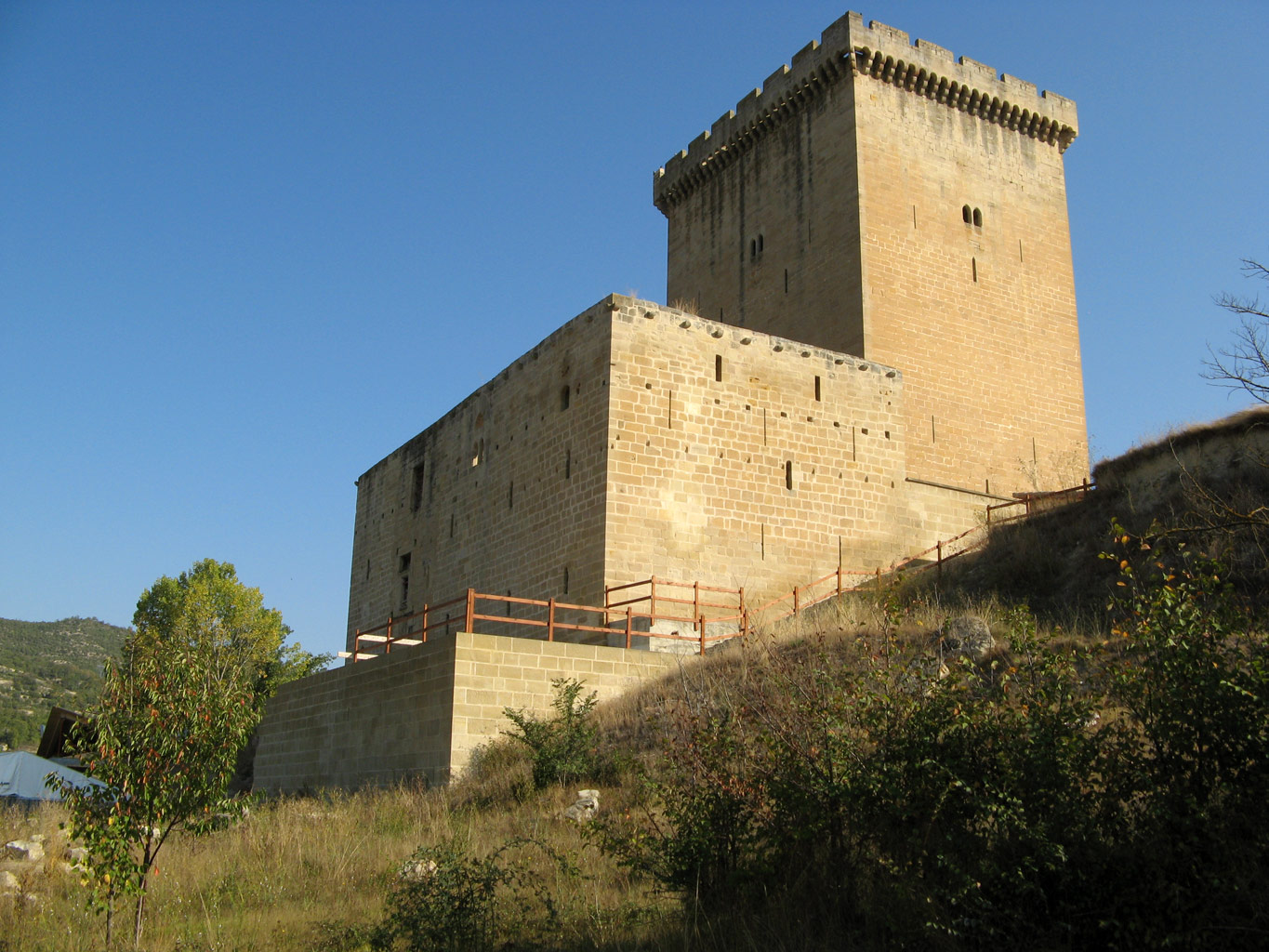
Torre del Condestable

- Der Torre de Condestable ist ein ehemaliger Bergfried (torre de homenaje) einer spätmittelalterlichen Burg, deren quergelagertes Hauptgebäude bereits palastähnliche Züge aufweist. Beide Bauten bestehen aus exakt behauenem Steinmaterial, welches im Mauerwerksverband geschichtet ist.
- Gleiches gilt für den quadratischen Torre de Orgaz. Sein Eingang befindet sich in etwa 2,50 Metern Höhe und war nur mit Hilfe einer Leiter erreichbar. Beide Türme stehen nur etwa 200 Meter voneinander entfernt am Ortsrand von Fontecha.
- Die Dorfkirche besitzt einen sehenswerten Altarretabel.

Puentelarrá (Larrazubi)
- Die Kirche San Nicolás de Bari stammt aus dem 18. Jahrhundert.

## Söhne und Töchter der Gemeinde
- José Mardones (1868–1932), Opernsänger